# 扁頭恐怖麗魚
扁頭恐怖麗魚（学名：Dimidiochromis compressiceps）為輻鰭魚綱鱸形目隆頭魚亞目慈鯛科的其中一種，分布於非洲馬拉威湖流域，體長可達23公分，棲息在植被生長的水域，以小魚為食，生活習性不明，可做為觀賞魚。

## 擴展閱讀
維基物種上的相關：扁頭恐怖麗魚